# TextGrid
TextGrid ist ein Forschungsverbund mit dem Ziel, eine virtuelle Forschungsumgebung für Geistes- und Kulturwissenschaftler zu schaffen. Moderne Informationstechnologie soll für digitale Editionsprojekte nutzbar gemacht werden. Das Vorhaben wurde über neun Jahre bis Mai 2015 vom Bundesministerium für Bildung und Forschung (BMBF) gefördert. TextGrid ist ein Projekt der D-Grid GmbH und Teil von WissGrid.

## Projektphasen
Die Arbeit an TextGrid wurde im Februar 2006 aufgenommen. In der ersten Projektphase bis Mai 2009 wurde mit der Entwicklung der Software begonnen und so die Infrastruktur für die virtuelle Forschungsumgebung geschaffen. In der folgenden Förderphase (Juni 2009–Mai 2012) erreichte das System Produktionsreife, die Nutzerbasis wurde erweitert. Ziel der dritten Förderphase (Juni 2012–Mai 2015) mit dem Untertitel „Institutionalisierung einer Virtuellen Forschungsumgebung in den Geisteswissenschaften“ war die Überführung in den Dauerbetrieb, der sowohl finanziell, rechtlich als auch technisch abgesichert ist.
An der dritten Projektphase waren die folgenden Institutionen beteiligt:
- Berlin-Brandenburgische Akademie der Wissenschaften, Berlin
- DAASI International GmbH, Tübingen
- Hochschule Worms, Fakultät für Informatik und Telekommunikation
- Georg-August-Universität Göttingen, Niedersächsische Staats- und Universitätsbibliothek Göttingen (Projektleitung)
- Gesellschaft für wissenschaftliche Datenverarbeitung mbH Göttingen
- Institut für Deutsche Sprache, Mannheim
- Julius-Maximilians-Universität Würzburg, Institut für Deutsche Philologie
- Max-Planck-Institut für Wissenschaftsgeschichte, Berlin
- Technische Universität Berlin, Zentrum Technik und Gesellschaft
- Technische Universität Darmstadt, Institut für Sprach- und Literaturwissenschaft

## Software
Mit der von TextGrid entwickelten Software können Geistes- und Kulturwissenschaftler allein oder gemeinsam an textbasierten Forschungsdaten arbeiten. Hierfür steht eine Infrastruktur bereit, die sich vorrangig aus zwei Komponenten zusammensetzt:
- Das TextGrid Repository ist ein fachwissenschaftliches Archiv, in dem digitale Forschungsdaten abgelegt werden können. Es soll ihre langfristige Verfügbarkeit und Zugänglichkeit sowie die bestmögliche Vernetzung der Wissenschaftler untereinander gewährleisten.
- Das TextGrid Laboratory ist die Clientsoftware der virtuellen Forschungsumgebung und vereint verschiedene Dienste und Werkzeuge in einer intuitiv bedienbaren Oberfläche. Das TextGridLab ist erweiterbar und so für Wissenschaftler unterschiedlicher Fachdisziplinen von Interesse. Es steht für alle gängigen Betriebssysteme zum Download bereit.[1]

## Weitere Angebote
TextGrid-User haben die Möglichkeit mit Entwicklern und anderen Beteiligten in Kontakt zu treten. Zu diesem Zweck stehen offene Mailinglisten zur Verfügung. Außerdem finden in regelmäßigen Abständen Nutzertreffen statt. Auch Schulungen und Workshops werden angeboten.

## Nutzerprojekte
Inzwischen gibt es eine Vielzahl von Editionsprojekten, die mit TextGrid arbeiten oder in den letzten Jahren gearbeitet haben, beispielsweise:
- Die Theodor Fontane-Arbeitsstelle der Georg-August-Universität Göttingen arbeitet an einer genetisch-kritischen und kommentierten Hybrid-Edition der Notizbücher des Schriftstellers.[4]
- Das Editionsprojekt „Johann Friedrich Blumenbach – online“ der Akademie der Wissenschaften zu Göttingen wird die mehr als 1.000 Publikationen Johann Friedrich Blumenbachs (1752–1840) in elektronischer Form zugänglich machen und die darin erwähnten Objekte aus Blumenbachs Sammlungen identifizieren und digital zur Verfügung stellen. Das Projekt hat u. a. das Ziel, die Interdependenz von Sammlungs- und Forschungsdynamik aufzuweisen. Die Quellensituation dafür ist wegen der Kontinuität des universitären Sammelns in Göttingen besonders günstig: Vieles von dem, was Blumenbach zusammengetragen und untersucht hat, ist – wenn auch zerstreut – bis heute nachweisbar und Bestandteil unterschiedlicher Sammlungen der Universität Göttingen. Auch die Dokumente zu Herkunft und Geschichte der Objekte sind in vielen Fällen noch vorhanden. Die Onlineedition wird sowohl digitale Faksimilia und TEI-codierte Versionen der Texte als auch hochauflösende Fotografien, stereoskopische Aufnahmen und 3D-Animationen der Objekte enthalten. So entsteht eine Textedition mit Bildmaterial in einem Umfang und einer Qualität, die in gedruckten Werkausgaben nicht erreichbar wären. In den Texten werden 16 formale und inhaltliche Merkmale nach TEI codiert und so für eine Auswertung mit digitalen Werkzeugen zugänglich gemacht. Zu den Objekten werden Identifikationen, Metadaten, Daten zur Provenienz und Besitzgeschichte geliefert, die auch unabhängig von den Texten nach Herkunftsgebiet, Donatoren, Zeiträumen und naturwissenschaftlichen Klassifikationen durchsuchbar sind. Sie schaffen so einen neuartigen Zugang zu Blumenbachs Gedankenwelt von der Seite der konkreten Sammlungsobjekte her. Durch den Abgleich der von Blumenbach in seinen Publikationen erwähnten Objekte mit dem – entsprechend erschlossenen – übrigen Sammlungsmaterial aus seiner Zeit wird sich auch analysieren lassen, wie Blumenbach das ihm zur Verfügung stehende Material nutzte, welche Auswahl er traf, was er wegließ, was er für auffällig hielt und was er vernachlässigte. Im Rahmen dieser Aufgaben war das Projekt „Johann Friedrich Blumenbach -online“ der Akademie der Wissenschaften zu Göttingen von 2010 bis 2015 kooperativer Projektpartner (mit Personalstellen) in „TextGrid“.[5]
- Die mittelalterlichen Handschriften aus der Trierer Benediktinerabtei St. Matthias werden durch das Projekt „Virtuelles Skriptorium St. Matthias“ digitalisiert.[6]
- Das Projekt Textdatenbank und Wörterbuch des Klassischen Maya (NRW-Akademie der Wissenschaften und Künste: Arbeitsstelle Universität Bonn) erschließt digital die epigraphischen und objektgeschichtlichen Inhalte sämtlicher Hieroglyphentexte, die zwischen dem 3. Jh. v. Chr. bis zur Ankunft der Spanier im 16. verfasst wurden. Auf Basis dieser Daten wird sowohl eine Datenbank als auch ein umfassendes Wörterbuch der klassischen Mayasprache erstellt und veröffentlicht werden.[7]